# الصباب
الصباب قرية وجماعة قروية مغربية أمازيغية شمال المملكة، تنتمي إلى إقليم جرسيف، شرقي مدينة فاس، تضم جماعة الصباب 6.721 نسمة (إحصاء 2004).

## دواوير الجماعة
الصباب
مزغمة
خرجية
كطارة
السالمية
ازيزا (دوار الحاج عيسى)
بوملزة
عين الحوت
السارك
سوسان
بوراشد
تيخامين
غابة السبع
لكطوطة
تسينكيت
بوهلال
اوفريدن
شويحية
سيدي واضح
تمكردين
السدرية
البناصرية